# Trattato di Altranstädt
Il trattato di Altranstädt venne firmato il 24 settembre 1706 tra Carlo XII di Svezia e Augusto II di Polonia (re della Confederazione polacco-lituana e principe elettore dell'Elettorato di Sassonia) nella località di Altranstädt, in Sassonia; il trattato pose temporaneamente fine alla partecipazione della Sassonia alla grande guerra del Nord contro la Svezia, e impose la rottura dell'alleanza tra Augusto II e lo zar Pietro I di Russia nonché la rinuncia del monarca alle sue pretese sul trono della Confederazione polacco-lituana.

## Storia
Nel febbraio del 1700, un'alleanza tra Danimarca-Norvegia, Regno russo ed Elettorato di Sassonia mosse guerra alla Svezia nell'intento di accaparrarsi i suoi domini sulla sponda meridionale del mar Baltico; il giovane re Carlo XII fu però ben presto capace di ristabilire la situazione militare, obbligando i danesi a siglare la pace di Traventhal e infliggendo ai russi una pesante sconfitta nella battaglia di Narva. Tra il 1701 e il 1706 le forze svedesi si impegnarono quindi in una serie di campagne ai danni delle forze polacco-sassoni di Augusto II, principalmente nei territori della Confederazione polacco-lituana: nel tentativo di destabilizzare il monarca, gli svedesi appoggiarono la ribellione di alcuni nobili polacchi che proclamarono la deposizione di Augusto dal trono di Varsavia e l'elezione di Stanislao Leszczyński come suo successore; parte della nobiltà polacca rimase però fedele al precedente sovrano, e riunita nella "Confederazione di Sandomierz" scatenò una guerra civile ai danni dei sostenitori di Leszczyński.
Le decisive vittorie svedesi nella battaglia di Grodno (15 gennaio 1706) e nella battaglia di Fraustadt (13 febbraio 1706) fecero pendere l'ago della bilancia a favore delle forze di Carlo XII: praticamente indifesa, la stessa Sassonia venne invasa e occupata senza resistenza da parte degli svedesi, obbligando Augusto II ad avviare trattative diplomatiche. Il 24 settembre 1706, dopo lunghi negoziati, le due parti siglarono quindi un trattato di pace: la Sassonia uscì dal conflitto contro la Svezia e Augusto II rinunciò ufficialmente alle sue pretese sul trono polacco, riconoscendo Stanislao Leszczyński come legittimo monarca della Confederazione polacco-lituana. L'alleanza tra Augusto II e Pietro I di Russia, stabilita dal trattato di Preobraženskoe del 21 novembre 1700 e dal trattato di Narva del 30 agosto 1704, fu dichiarata nulla e Augusto II si impegnò a consegnare agli svedesi come prigionieri di guerra tutti i militari russi presenti al suo comando; sempre come effetto del trattato, il nobile livone Johann Patkul, un agitatore anti-svedese fautore dell'alleanza tra russi e sassoni, fu consegnato agli svedesi, i quali lo condannarono a morte per tradimento giustiziandolo poi l'11 ottobre del 1707.
Il trattato fu negoziato in segreto, e i diplomatici russi, a loro volta intenti a negoziare una pace separata tra Russia e Svezia, non furono in grado di intervenire nelle trattative; dopo la rinuncia di Augusto II, lo zar Pietro offrì il trono di Varsavia al principe ungherese Francesco II Rákóczi, al generale britannico John Churchill, I duca di Marlborough, al nobile polacco Jakub Sobieski, al generale Eugenio di Savoia e ad altri, ma senza successo.
Il trattato rimase in vigore fin verso la fine del 1709, quando a seguito della pesante sconfitta patita dagli svedesi nella battaglia di Poltava contro i russi Augusto II riportò la Sassonia in guerra contro la Svezia: il monarca siglò con lo zar Pietro un nuovo trattato di alleanza (trattato di Thorn), con cui avanzò nuovamente le sue pretese sul trono della Confederazione polacco-lituana.